# Fiktiv dokumentärfilm
En fiktiv dokumentärfilm, även fiktiv dokumentär eller pseudodokumentär, är en spelfilm som är uppbyggd som, och skapar illusionen av att vara, en dokumentärfilm. Många fiktiva dokumentärer är humoristiska.
En undergenre till fiktiv dokumentärfilm är mockumentärfilmen, som även är en genre inom komedifilm. Ordet är en försvenskning av mockumentary, ett engelskt teleskopord av mock (falsk eller fingerad) och documentary (dokumentär).
En närbesläktad (men mera ovanlig) genre är "mockusåpan" som är en fiktiv dokusåpa. Exempel är Tomtar på loftet och Julbocken.

## Exempel på fiktiva dokumentärer
- The Rutles (1978)
- Det finns inga smålänningar (1981)
- Zelig (1983)
- Spinal Tap (1984)
- Forgotten Silver (1995)
- Blair Witch Project (1999)
- Torsk på Tallinn - En liten film om ensamhet (1999)
- Harry Viktor (2001)
- Konspiration 58 (2002)
- Borat!: Cultural Learnings of America for Make Benefit Glorious Nation of Kazakhstan (2006)
- Get Ready to Be Boyzvoiced (2000)
- Land without bread
- Death of a President (2006)
- C.S.A.: The Confederate States of America (2004)
- Ulveson och Herngren  (2004)
- Blomstertid (tv-serie) (2009)
- Kontoret (2012)
- Stargate: The Lockdown[1] (2003)
- De första på Månen (2005)